# 翁牛特右翼旗
翁牛特右翼旗，清代蒙古、中国旧热河省古旗名。
清崇德元年（1636年）以翁牛特部置，逊杜棱为首封札萨克，其后裔世袭多罗杜棱郡王。旗治所在今内蒙古自治区赤峰市西老府镇，或说治所在今赤峰市西王府镇。1940年迁治赤峰城内。1949年并入赤峰县，今属赤峰市区。